# Phasca sedlaceki
Phasca sedlaceki är en tvåvingeart som beskrevs av Hardy 1986. Phasca sedlaceki ingår i släktet Phasca och familjen borrflugor. Inga underarter finns listade i Catalogue of Life.